# Latinoamérica, territorio en disputa
Latinoamérica, territorio en disputa es una película documental de Argentina filmada en colores dirigida por Nicolás Trotta y Esteban Alfredo Cuevas sobre el guion de Omar Quiroga que se estrenó el 7 de noviembre de 2019.

## Producción
Los realizadores recorrieron 38.696 kilómetros por 7 países de Latinoamérica para realizar 40 entrevistas a referentes políticos, sociales y culturales de la región. La productora del filme es Grupo Octubre S.A.  una empresa multimedios argentina creada y dirigida por el empresario y sindicalista Víctor Santa María, que es administrada por la Fundación Octubre de Trabajadores de Edificios, perteneciente al Sindicato Único de Trabajadores de Edificios de Renta y Horizontal (SUTERH), liderado también por Santa María.

## Sinopsis
Los realizadores partieron de la posición de considerar que en la región analizada la sociedad había ido cambiando hacia lo que consideran una “derecha regresiva” que organizó con diferentes instrumentos una “persecución de líderes políticos” y para responder a la pregunta de por qué ocurrió tal cosa se remontan a  la historia de la región desde mediados del siglo XX. La película considera que en el referido cambio tuvieron incidencia los medios de comunicación, con la creación de noticias falsas y en la manipulación de la agenda política, puestos al servicio de “grupos económicos que tienen un medio de comunicación para defender sus intereses.” También consideran otro factor importante al sistema judicial y afirman que “las maniobras judiciales, amparadas por el blindaje mediático, es el modo que encontraron las elites de derecha para recuperar el poder, a diferencia de otros años, en donde el Ejército jugó un rol fundamental.“

## Entrevistados
Algunos de los entrevistados para el filme fueron:
- Luiz Inácio Lula da Silva
- Marco Enríquez-Ominami
- Alberto Fernández
- Fernando Lugo
- Evo Morales
- Pepe Mujica
- Dilma Rousseff
- Jorge Taiana
- Eugenio Zaffaroni